# Municipio de Concepción Buenavista
El Municipio de Concepción Buenavista (en chocho Xadë Nchaxï "Pueblo de la virgen")es uno de los 570 municipios con que cuenta el Estado de Oaxaca, México. Está situado en el noroeste del estado de Oaxaca en la región de la Chocholteca Alta en colindancias con el Estado de Puebla. Tiene una altitud aproximada de 2120 metros sobre el nivel del mar.
La etnia origen de las personas nativas de Concepción Buenavista es la "chochos" o "chocholtecas" (runixa ngiigua, que significa "los que hablan el idioma"). Posteriormente con la conquista española sufrió una gran influencia de los dominicos, quienes fueron los encargados de evangelizar la región.

## Flora
La vegetación de Concepción Buenavista refleja las diferencias climáticas del municipio asociadas con la altitud. En las partes bajas, hacia la comunidad de Las Palmas y la cuenca del río Calapa hay bosque tropical caducifolio,  también llamado selva baja. En las partes más altas se encuentran bosques de encino, que pueden ser altos y densos particularmente hacia el oeste y el cerro de Veinte Ídolos. En las zonas más pobladas del municipio hay tres tipos de vegetación: (1) Bosques de encino de baja estatura que se presentan en pequeños parches en algunos cerros como La Cucharilla o La Pedrera. (2) Bosques espinosos en la punta de varios cerros como El Pirul, El Humo o Nacusenye, y (3) Pastizales naturales. Estos últimos han sido pastizales desde hace cientos de miles de años y no son producto de la mano del hombre. Hay dos tipos de pastizal, el que se desarrolla sobre toba volcánica (cantera), como por ejemplo en los alrededores del cerro La Pedrera o el Llano de la Estrella, y el que se desarrolla sobre rocas calizas como en la Loma del Cacalote. Estos pastizales son excepcionalmente valiosos tanto por la gran cantidad de especies que albergan,  siendo un récord mundial de diversidad vegetal. También los habitan especies únicas en el mundo y una veintena de especies amenazadas de plantas y animales.